# Leif Øgaard
Leif Øgaard (* 5. Januar 1952 in Norwegen) ist ein norwegischer Schachspieler.

## Leben
Das Schachspielen lernte er von seinem Vater 1959, als er sieben Jahre alt war. Leif Øgaard schreibt die Schachspalten in der Trondheimer Tageszeitung Andreassavisen und den Osloer Tageszeitungen Dagbladet (übernommen von Thor Støre) und Aftenposten.

## Erfolge

### Einzelturniere
1968 gewann er die Juniorenmeisterschaft Norwegens. Die norwegische Einzelmeisterschaft gewann er in den Jahren 1974 (in Sandefjord), 1975 (in Oslo), 1979 (in Molde), 1985 (in Gausdal) und 1993 (in Oslo). Die norwegische Einzelmeisterschaft im Fernschach gewann er 1974, im Blitzschach 1985. Bei den Dortmunder Schachtagen 1974 belegte er den zweiten Platz, im selben Jahr wurde er in Reykjavík Fünfter. Beim Rilton Cup 1975/76 in Stockholm belegte er den vierten Platz. 1981 gewann er das International Open in Gausdal. 1982 besiegte er in einem Radiomatch Viktor Kortschnoi, den damaligen Dritten der FIDE-Ratingliste.

### Nationalmannschaft
Mit der norwegischen Nationalmannschaft nahm er an sechs Schacholympiaden teil. 1970 in Siegen am zweiten Reservebrett, 1972 in Skopje am ersten Reservebrett, 1974 in Nizza am Spitzenbrett, 1976 in Haifa erneut am ersten Brett, 1978 in Buenos Aires am dritten Brett und 1984 in Thessaloniki am dritten Brett. 1970, bei seiner ersten Teilnahme, erhielt er eine individuelle Bronzemedaille für sein Ergebnis von 7,5 aus 11. Das beste Mannschaftsergebnis war der elfte Platz 1976. Insgesamt hat Leif Øgaard bei Schacholympiaden ein Ergebnis von 44 Punkten aus 78 Partien (+30 =28 −20; 56,4 Prozent).
Am Clare Benedict Cup, einem westeuropäischen Nationenturnier, das von 1953 bis 1979 ausgetragen wurde, nahm er für Norwegen 1977 in Kopenhagen an der 22. und vorletzten Ausgabe am ersten Brett teil.
Besonders erfolgreich war er beim Nordic Chess Cup, an dem er viermal teilnahm. 1973 im dänischen Ribe spielte er am ersten Brett. Die Mannschaft belegte den dritten Platz. 1976 in Bremen gewann er den Nordic Chess Cup mit der Mannschaft, er hatte auch mit 4,5 aus 5 das beste Ergebnis aller Spieler am Spitzenbrett (bei einer Elo-Leistung von 2742). Auch 1977 in Glücksburg spielte er am ersten Brett. 1983 in Oslo hatte er mit 5 aus 7 das beste Ergebnis aller Spieler am zweiten Brett.

### Vereinsmannschaften
Vereinsschach spielte er fast ausschließlich in der Oslo Schakselskap, mit der er 2007, 2008, 2010, 2011, 2014 und 2015 norwegischer Mannschaftsmeister wurde und zwischen 1984 und 2007 fünfmal am European Club Cup teilnahm. In den 1980er-Jahren spielt er für den Osloer Verein Brugata SK, er spielte aber auch zwischendurch für die Follo Sjakkforening.

### Titel und Rating
Den Titel Internationaler Meister erhielt er im Jahr 1974 nach seinem fünften Platz in Reykjavík. Seit 2007 trägt er den Titel Großmeister. Die Normen hierfür erzielte er beim internationalen Turnier in Gausdal im August 1981 und beim Gausdaler Jubiläumsturnier im April 1982. Die dritte Norm gelang ihm erst in der Saison 2006/2007 der norwegischen Mannschaftsmeisterschaft. Er musste also 25 Jahre warten, den Großmeistertitel entgegennehmen zu können, obwohl er schon zwei Normen und die erforderliche Elo-Zahl erzielt hatte. Die Regel, dass Normen nach fünf Jahren verfallen, war zu diesem Zeitpunkt abgeschafft. Dass ein Schachspieler durch Normerfüllung erst im Alter von 55 Jahren Großmeister wird, ist sehr selten. Zwar hatte er schon bei den Dortmunder Schachtagen 1975 von der Elo-Leistung her eine GM-Norm erfüllt, jedoch wurde diese vom Weltschachbund FIDE nicht anerkannt, da Øgaard bei diesem Turnier gegen einen Großmeister zu wenig gespielt hatte: Heikki Westerinen bekam seinen GM-Titel erst nach den Schachtagen. Leif Øgaard ist der neunte Großmeister Norwegens seit Einführung dieses Titels 1950.
Seine Elo-Zahl beträgt 2334 (Stand: März 2025), damit liegt er auf dem 41. Platz der norwegischen Elo-Rangliste. Die bisher höchste Elo-Zahl, die er erreicht hat, war 2485 im Jahr 1982. Im Laufe des Jahres 1982 kletterte seine Zwischen-Elo-Zahl auf 2510, sank jedoch bei der nächsten Auswertung im Januar 1983 auf 2475.